# 649
Năm 649 là một năm trong lịch Julius. 

## Sự kiện

### Tháng 7
- 10 tháng 7: Hoàng Thái Tử Lý Trị lên ngôi hoàng đế nhà Đường (Đường Cao Tông), niên hiệu Vĩnh Huy (s. 628)

## Mất
- 10 tháng 7: Đường Thái Tông Lý Thế Dân, hoàng đế nhà Đường (s. 599)